# Psechrus ghecuanus
Espèce
Psechrus ghecuanus est une espèce d'araignées aranéomorphes de la famille des Psechridae.

## Distribution
Cette espèce se rencontre en Birmanie, en Thaïlande, au Laos et en Chine au Yunnan,.

## Description
La mesure femelle 21,5 mm

## Publication originale
- Thorell, 1897 : Viaggio di Leonardo Fea in Birmania e regioni vicine. LXXIII. Secondo saggio sui Ragni birmani. I. Parallelodontes. Tubitelariae. Annali del Museo Civico di Storia Naturale di Genova, ser. 2, vol. 17, p. 161-267.